# Balinka, Fejér
Balinka  este un sat în districtul Mór, județul Fejér, Ungaria, având o populație de 944 de locuitori (2011). 

## Demografie
Componența etnică a satului Balinka
     Maghiari (91,77%)
     Germani (7,11%)
     Alții (1,12%)
Componența confesională a satului Balinka
     Fără religie (19,39%)
     Reformați (5,19%)
     Luterani (4,24%)
     Atei (2,12%)
     Necunoscută (69,07%)
     Alte religii (1,06%)
Conform recensământului din 2011, satul Balinka avea 944 de locuitori. Din punct de vedere etnic, majoritatea locuitorilor (91,77%) erau maghiari, cu o minoritate de germani (7,11%). Nu există o religie majoritară, locuitorii fiind persoane fără religie (19,39%), reformați (5,19%), luterani (4,24%) și atei (2,12%). Pentru 69,07% din locuitori nu este cunoscută apartenența confesională.